# Saint-Gengoulph

Saint-Gengoulph este o comună în departamentul Ain, Franța. În 1 ianuarie 2022 avea o populație de 153 de locuitori.